# 新港 (神戸市)

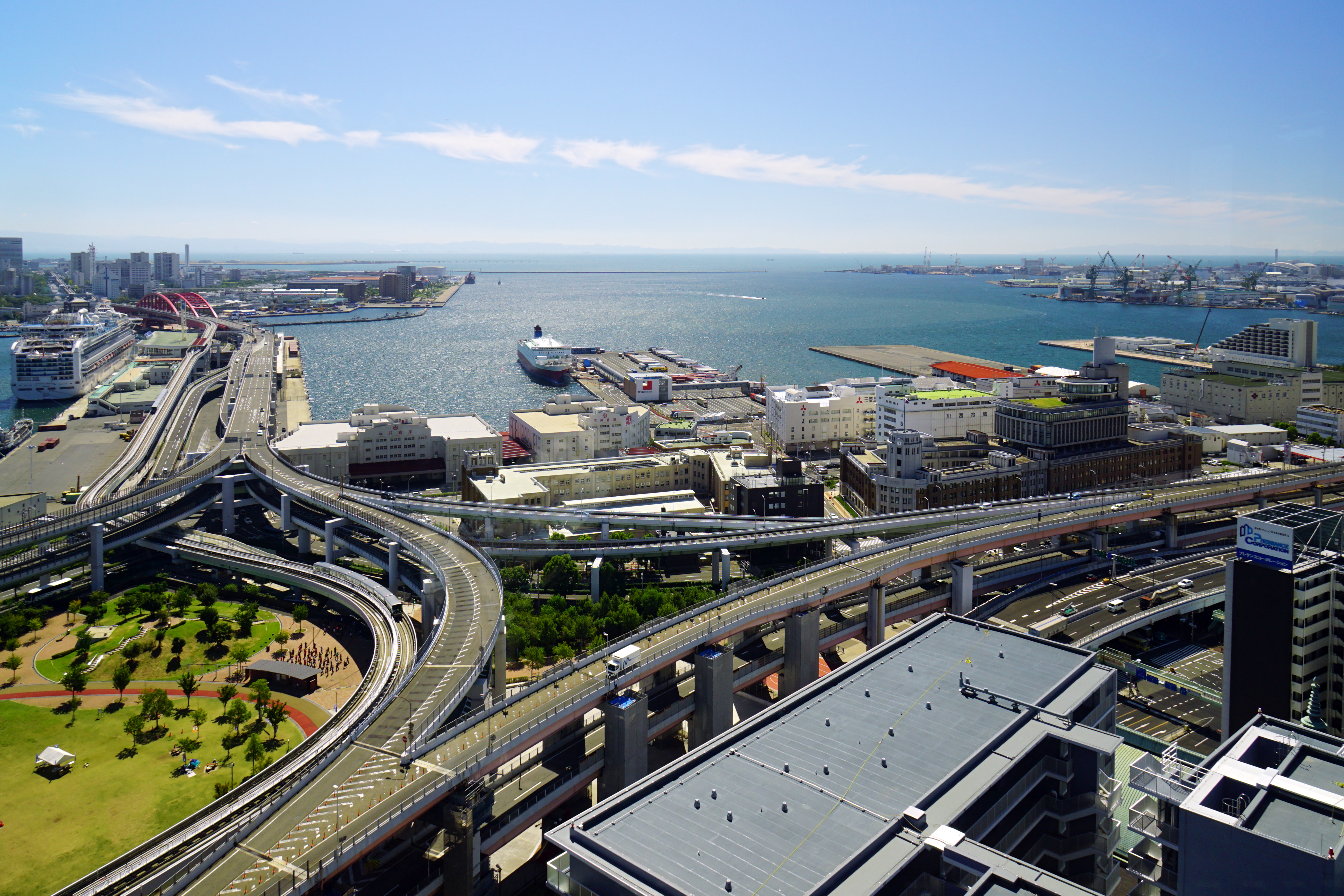
新港第四、第三、第二、第一突堤、中央は旧国立生糸検査所と神戸税関

新港（しんこう）は、兵庫県神戸市中央区新港町および小野浜町にある、神戸港を構成する地区の名称である。

## 略歴
明治時代末から大正時代にかけて埋立造成された新港第一～第四突堤（新港町側）は、歴史的建造物が点在する突堤袂のエリアと共に、古い港町の雰囲気をのこす。とりわけ旧生田川河口右岸（西岸）となる新港第一～第三突堤の袂のエリアは、網屋吉兵衛による「船たで場」（船舶の修理場）の築造に始まり、勝海舟の提言による神戸海軍操練所、神戸港開港時の波止場（のち神戸港第1波止場）が置かれた場所にあたる。一方、昭和時代に埋立造成された新港第五～第八突堤（小野浜町側）は、平成時代に各突堤間の水域が埋め立てられて新港東埠頭となった。
新港第四突堤の神戸ポートターミナルは日本最大の客船用ターミナルとして知られ、また新港第一～第四突堤は日本で初めてケーソン工法で建造された埠頭としても知られる。

### 年表
- 1907年（明治40年） - 神戸港第1期修築工事（新港第1～第4突堤ほか）起工
- 1913年（大正2年） - 新港第1突堤（現・第4突堤）竣工、新港第4突堤（現・第1突堤）竣工
- 1914年（大正3年） - 新港第3突堤（現・第2突堤）竣工
- 1919年（大正8年） - 神戸港第2期修築工事（新港第5～第6突堤ほか）起工
- 1920年（大正9年） - 新港第2突堤（現・第3突堤）竣工
- 1927年（昭和2年） - 神戸税関2代目庁舎竣工、旧神戸市立生糸検査所竣工
- 1930年（昭和5年） - 新港貿易会館竣工
- 1931年（昭和6年） - 新港第5突堤竣工、東から第1～第4としていた突堤の名称を西から第1～第4と変更
- 1932年（昭和7年） - 旧国立生糸検査所竣工
- 1936年（昭和11年） - 新港第6突堤竣工
- 1953年（昭和28年） - 新港第7突堤（西）竣工
- 1956年（昭和31年） - 新港第7突堤（東）竣工
- 1959年（昭和34年） - 新港第8突堤（西）竣工
- 1967年（昭和42年） - 新港第8突堤（東）竣工
- 1970年（昭和45年） - 新港第4突堤に神戸ポートターミナル竣工、神戸大橋開通
- 1997年（平成9年）
  - 4月 - 新港第5～第8突堤間の名称を「新港東埠頭」と改称
  - 11月 - 新港第5～第6突堤間の埋立完了
- 1998年（平成10年）7月 - 新港第6～第8突堤間の埋立完了
- 1999年（平成11年）
  - 3月 - 新港第3突堤に新港フェリーターミナル竣工
  - 7月 - 神戸港港島トンネル開通、新港東埠頭連絡線完工
- 2014年（平成26年）9月 - 新港第3突堤に神戸三宮フェリーターミナル竣工（新港フェリーターミナルの建て替え）

## 突堤（波止場）
新港突堤は西から、旧居留地京町筋延長線上の第一突堤、阪神高速3号神戸線京橋出入口に近接する第二突堤、フラワーロード延長線上の第三突堤、神戸大橋でポートアイランドとつながる第四突堤で構成されている。新港東埠頭は、かつて第六突堤だった箇所に設けられた神戸港港島トンネルでポートアイランドとつながる。

### 新港第一突堤
西岸からメリケンパークとハーバーランドを至近距離から一望でき、東岸からは神戸大橋とポートアイランドを望むことができる。日本丸や海王丸などの練習帆船は当突堤に停泊する。2012年11月に休遊地となっていた新港第一突堤を有効活用するため、神戸市が事業者を公募し（株）ラスイートが選定された。2014年2月には「ラスイート神戸新港第一突堤プロジェクト」が着工を迎え2015年12月17日に宿泊施設「神戸みなと温泉 蓮」、コンベンション施設「ラ・スイート神戸オーシャンズガーデン」がグランドオープンした。

### 新港第二突堤
4棟の上屋（G上屋、旧H上屋、I上屋、J上屋）があり、そのうち旧H上屋は建て替えられH1上屋となっておりG上屋、I上屋に関しては解体済みである。今後、新港第二突堤の再開発でH1上屋、J上屋そして突堤中央部にある労働者休憩所が解体予定である。現在は、GLION ARENA KOBEが建設されており、2025年4月の開業を予定している。また、同施設を中核とした「TOTTEI」の整備が予定されている。

### 新港第三突堤
神戸三宮フェリーターミナル。東岸から新港第四突堤～神戸大橋～ポートアイランドを一望できる夜景の名所。ジャンボフェリー、宮崎カーフェリーが運航するフェリーが発着する。（三ノ宮駅から神戸フェリーバスの有料送迎バス便あり）
1999年にジャンボフェリーが東神戸フェリーセンターから移転し「新港フェリーターミナル」として開業、2014年9月の改築で「神戸三宮フェリーターミナル」に改名され、10月には宮崎カーフェリーが大阪南港から移転して就航。宮崎県へのフェリー航路は宮崎カーフェリーの前身となるマリンエキスプレスが1998年に東神戸フェリーセンター - 日向航路を休止して以来16年ぶりの再就航となる。

#### 定期航路
- ジャンボフェリー（りつりん2/あおい）西側岸壁

神戸三宮フェリーターミナル - 坂手港(小豆島)- 高松東港
- 宮崎カーフェリー（フェリーたかちほ/フェリーろっこう）東側岸壁

神戸三宮フェリーターミナル - 宮崎港

#### 館内施設
1階
- 正面玄関
- きっぷ窓口
- バリアフリートイレ

2階
- 待合室
- 売店
- 公衆電話
- 授乳室・トイレ
- 乗船口

3階
- 展望ラウンジ
- 展望テラス

### 神戸三宮フェリーターミナル周辺
- ヤマト運輸三宮クロススクエア営業所

### 新港第四突堤
神戸ポートターミナル。水深12mから10mの6つのバースを有する日本最大の客船用ターミナル。CIQが設置されており、外国のクルーズ客船や日中定期国際フェリーが発着する。1921年（大正10年）に当突堤に建設された信号所は1992年（平成4年）に高浜岸壁南端に移設されて、現在はハーバーランドのシンボルとなっている。新港第三突堤間の一部（基部）が2019年度より埋立工事に入っており、最終的には約1.6万平方メートルが埋立てられポートターミナルに停泊するクルーズ船の乗降客用のバスや三宮フェリーターミナルを発着するフェリー等の貨物車の待機場として整備される予定となっている。

### 新港東埠頭
総面積約96ha。最新の波止場。

## 主な建築物
- 神戸税関
- 旧国立生糸検査所
- 旧神戸市立生糸検査所
- 新港貿易会館
- 神戸築港資料館「ピアしっくす」 - 旧新港第六突堤前
- 神戸震災復興記念公園
- 神戸海軍操練所跡碑

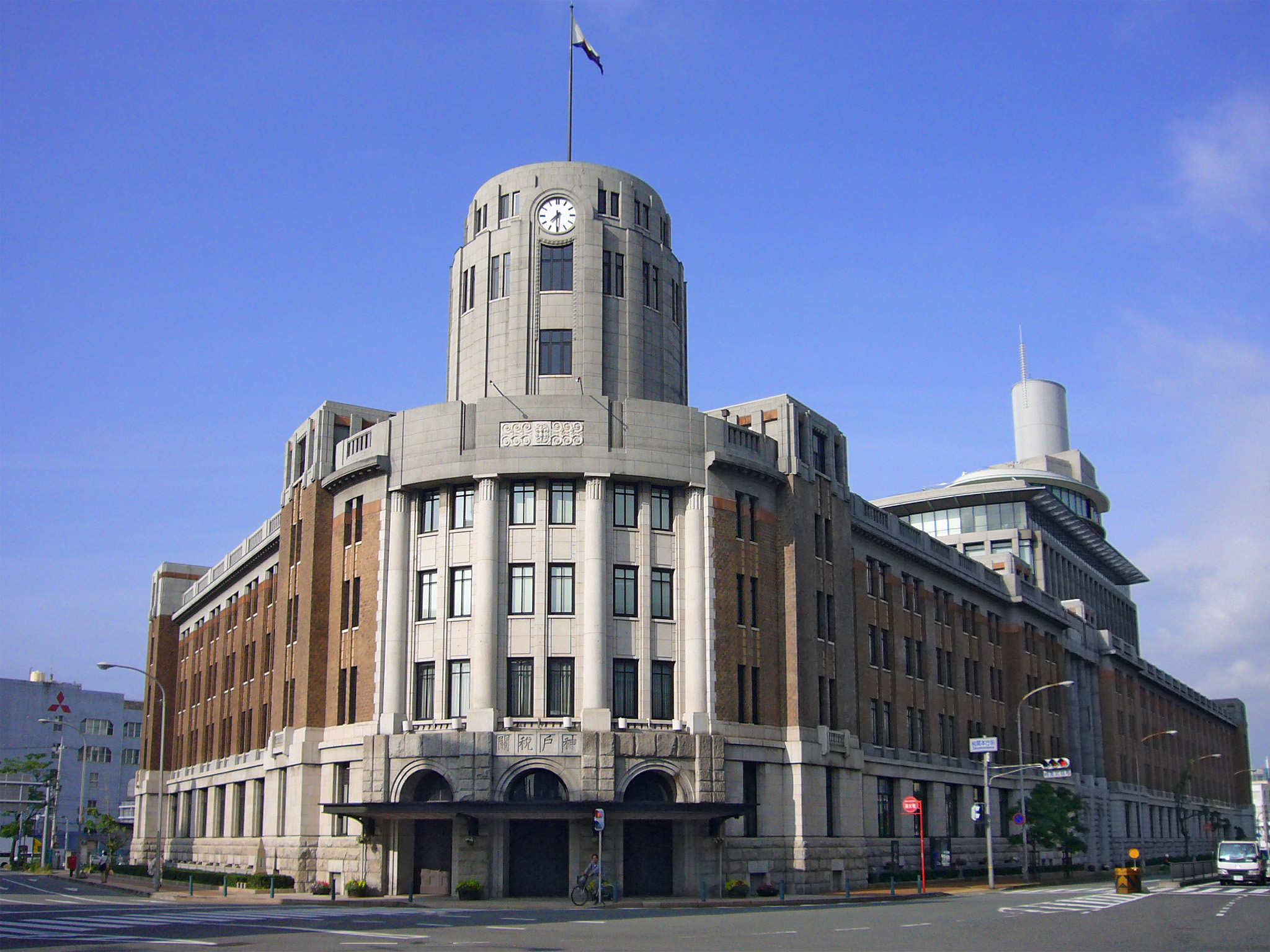
神戸税関
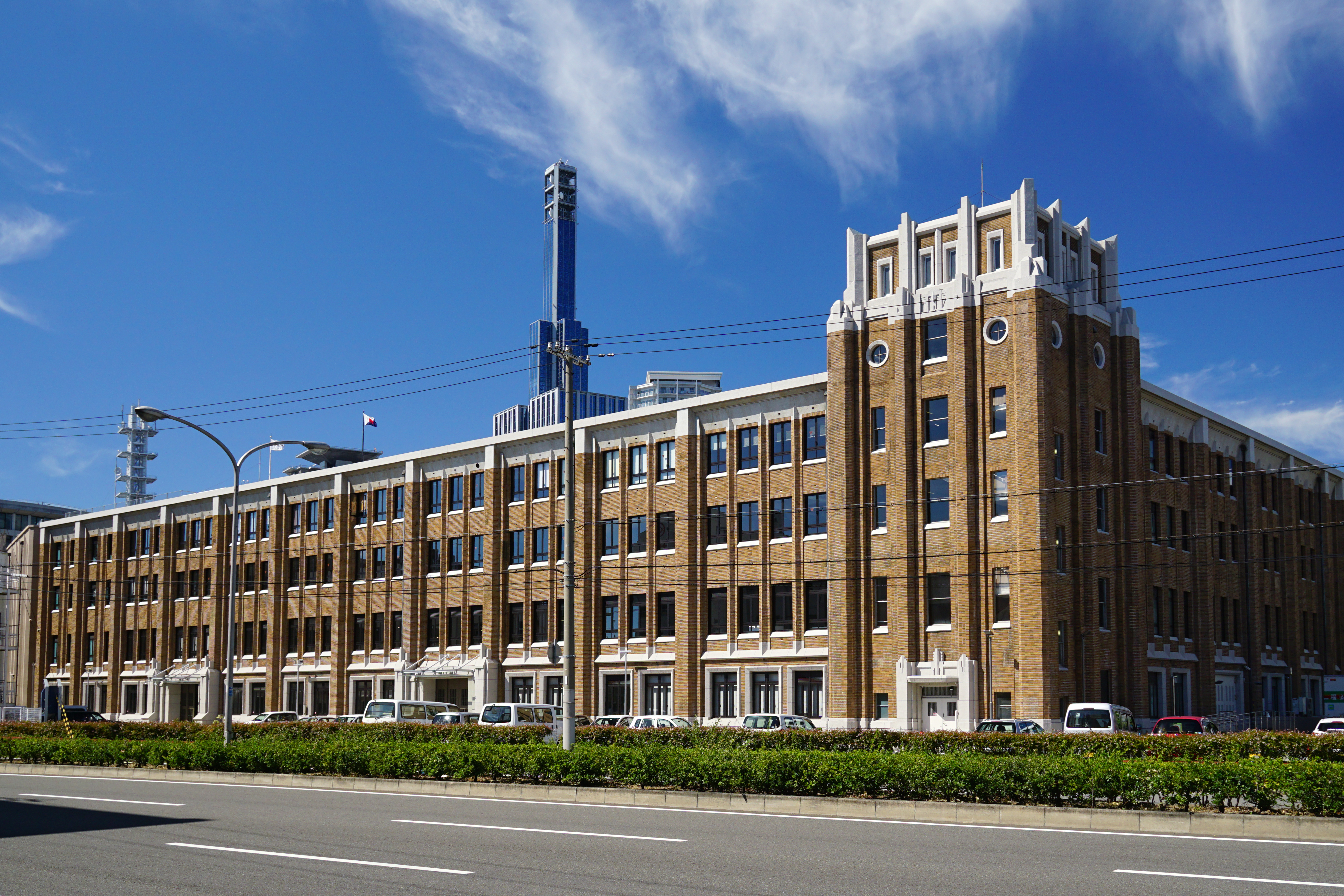
旧国立生糸検査所
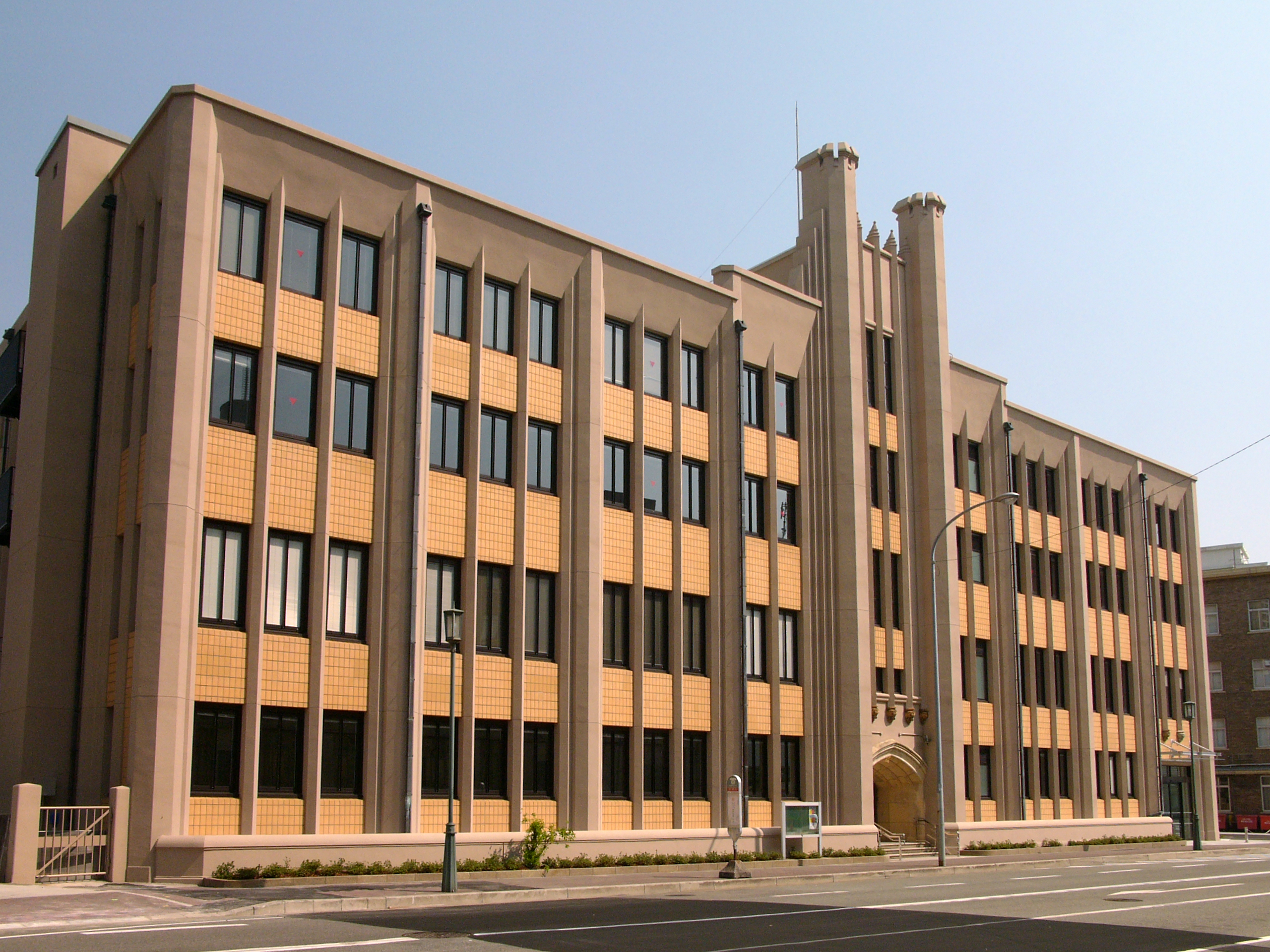
旧神戸市立生糸検査所
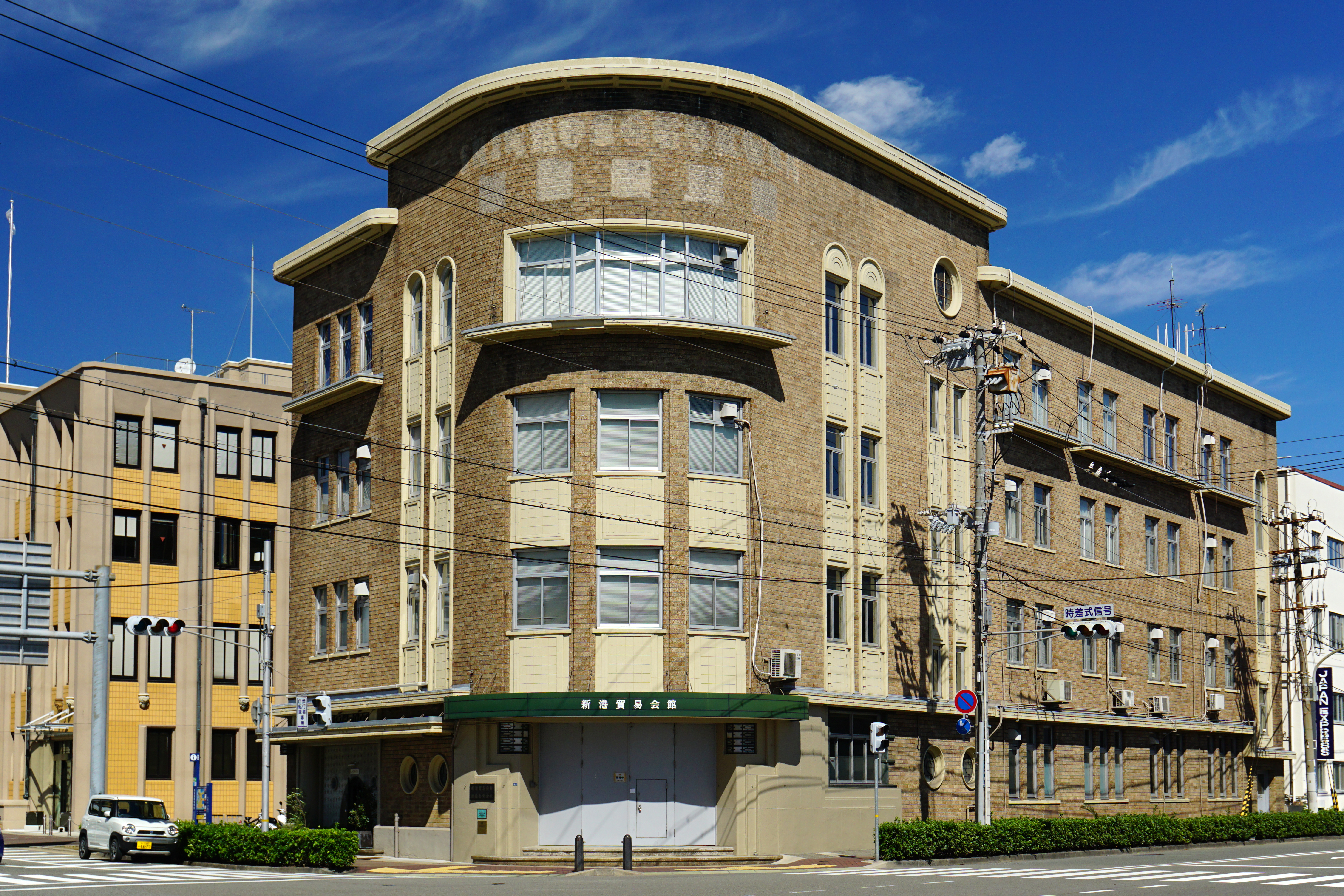
新港貿易会館
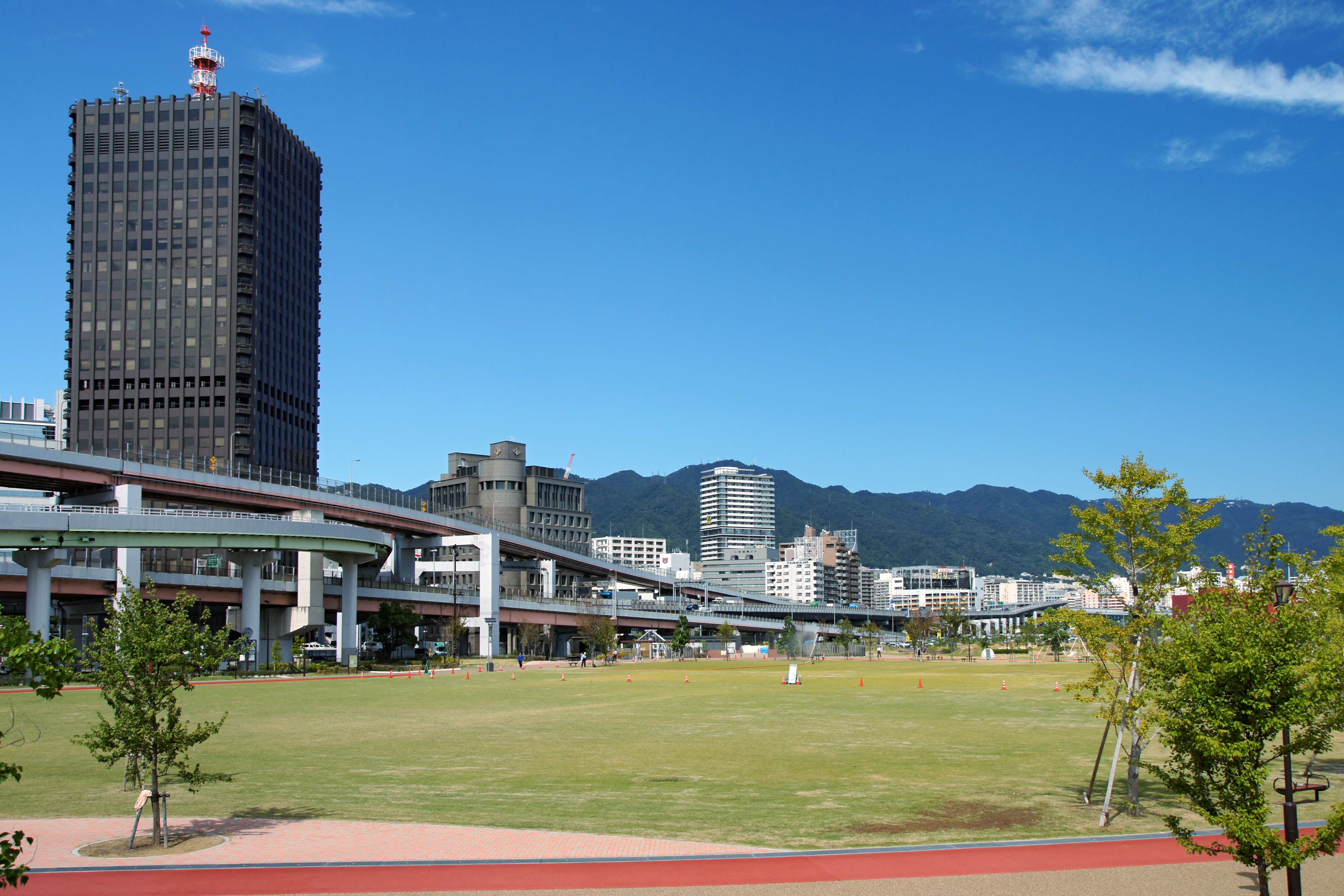
神戸震災復興記念公園
神戸海軍操練所跡碑

## 所在地
兵庫県神戸市中央区新港町（新港第一～第四突堤）・小野浜町（新港東埠頭）

## 交通アクセス
- JR三ノ宮駅、阪神神戸三宮駅、阪急神戸三宮駅、地下鉄三宮駅 徒歩20分
- ポートライナー ポートターミナル駅（新港第四突堤）
- Port Loop 三宮駅前、新港地区、ポートタワー、ハーバーランドを循環するバス。連節バスで運行される。
- 阪神高速3号神戸線京橋出入口

当地区からメリケンパーク・中突堤 - ハーバーランドの区間で都市索道が構想されている。

## 近隣の旅客船ターミナル
- 中突堤旅客ターミナル
- 中突堤中央ターミナル（かもめりあ）
- 高浜旅客ターミナル
- 神戸空港海上アクセスターミナル
- 六甲アイランドフェリーターミナル

かつて存在した主な旅客船ターミナル
- 東神戸フェリーセンター
- 六甲船客ターミナル
- 深江フェリー埠頭

## 周辺地区
- HAT神戸 （東）
- 旧神戸居留地 （西）
- ポートアイランド （南）
- 三宮 （北）